# Fábiánsebestyén megállóhely
Fábiánsebestyén megállóhely egy Csongrád-Csanád vármegyei vasúti megállóhely, Fábiánsebestyén településen, a MÁV üzemeltetésében. A település központjának déli részén található, közvetlenül a 4642-es út mellett, nem messze annak a 4403-as és 4449-es utakkal való keresztezésétől.

## Vasútvonalak
A megállóhelyet az alábbi vasútvonalak érintik:
- Kiskunfélegyháza–Orosháza-vasútvonal

## Kapcsolódó állomások
A megállóhelyhez az alábbi állomások vannak a legközelebb:
- Pusztatemplom megállóhely
- Újváros megállóhely

## Forgalom
| Járat        | Útvonal | Gyakoriság |
| ------------ | --- | ---------- |
| személyvonat | Szentes – Dónát – Pusztatemplom – Fábiánsebestyén – Újváros – Gádoros – Justhmajor – Szentetornya – Gyopárosfürdő – Orosháza | Napi 3 pár |